# Song Huizong
Huizong (chinesisch 徽宗, Pinyin Huīzōng, W.-G. Hui-tsung, * 2. November 1082; † 4. Juni 1135) regierte China als 8. Kaiser der (Nördlichen) Song-Dynastie vom 24. Februar 1100 bis 18. Januar 1126.
Huizong, der Sohn des Kaisers Song Shenzong, erlangte mit 18, nach dem Tod seines älteren Bruders Zhezong 1100, die Kaiserkrone, konnte aber erst ein Jahr später, nach dem Tod seiner Mutter 1101, die Regierungskontrolle übernehmen.
Entgegen der stark neokonfuzianischen Prägung seiner Epoche fühlte sich Huizong zum Daoismus hingezogen und bekämpfte zeitweise den Buddhismus. Dem entsprach auch eine ausgeprägte künstlerische Grundhaltung seiner Persönlichkeit, die ihn sich als Dichter, Maler und Kalligraph probieren ließ. Bekannt geworden sind insbesondere seine Vögel- und Blumenbilder (z. B. Zwei Finken auf Bambuszweigen, Taube auf einem Pfirsich-Ast). Sein Kalligraphiestil „Schlankes Gold“ (auch Mager-Gold) (瘦金 shòujīn) stellt einen Höhepunkt der chinesischen Kalligrafie dar und wurde oft als „Kaiserlicher Stil“ nachgeahmt. Als Dichter war er einer der bedeutendsten Repräsentanten der Ci-Lied-Dichtung. Der Kaiser war nicht nur selbst Künstler, sondern auch Mäzen. Für die Förderung der Künste scheute er keine Kosten, u. a. unterstützte er den bedeutenden Ci-Dichter Zhou Bangyan, sammelte in seinem Palast um die 6000 Gemälde und förderte die Kalligrafie- und Malschule der kaiserlichen Hanlin-Akademie.
Seine Außenpolitik war indes von fatalen Fehleinschätzungen geprägt: So glaubte er etwa, die von Norden heranstürmenden Jurchen (Jin-Dynastie) als Bundesgenossen gegen die Kitan (Liao-Dynastie) gewinnen zu können. Stattdessen besiegten erstere die Kitan nahezu im Alleingang, um sich anschließend direkt gegen das chinesische Reich zu wenden und Kaifeng einzunehmen. Die Song-Kaiser mussten nach Süden fliehen und die Hauptstadt nach Hangzhou verlegen, wodurch die Südliche Song-Dynastie entstand.

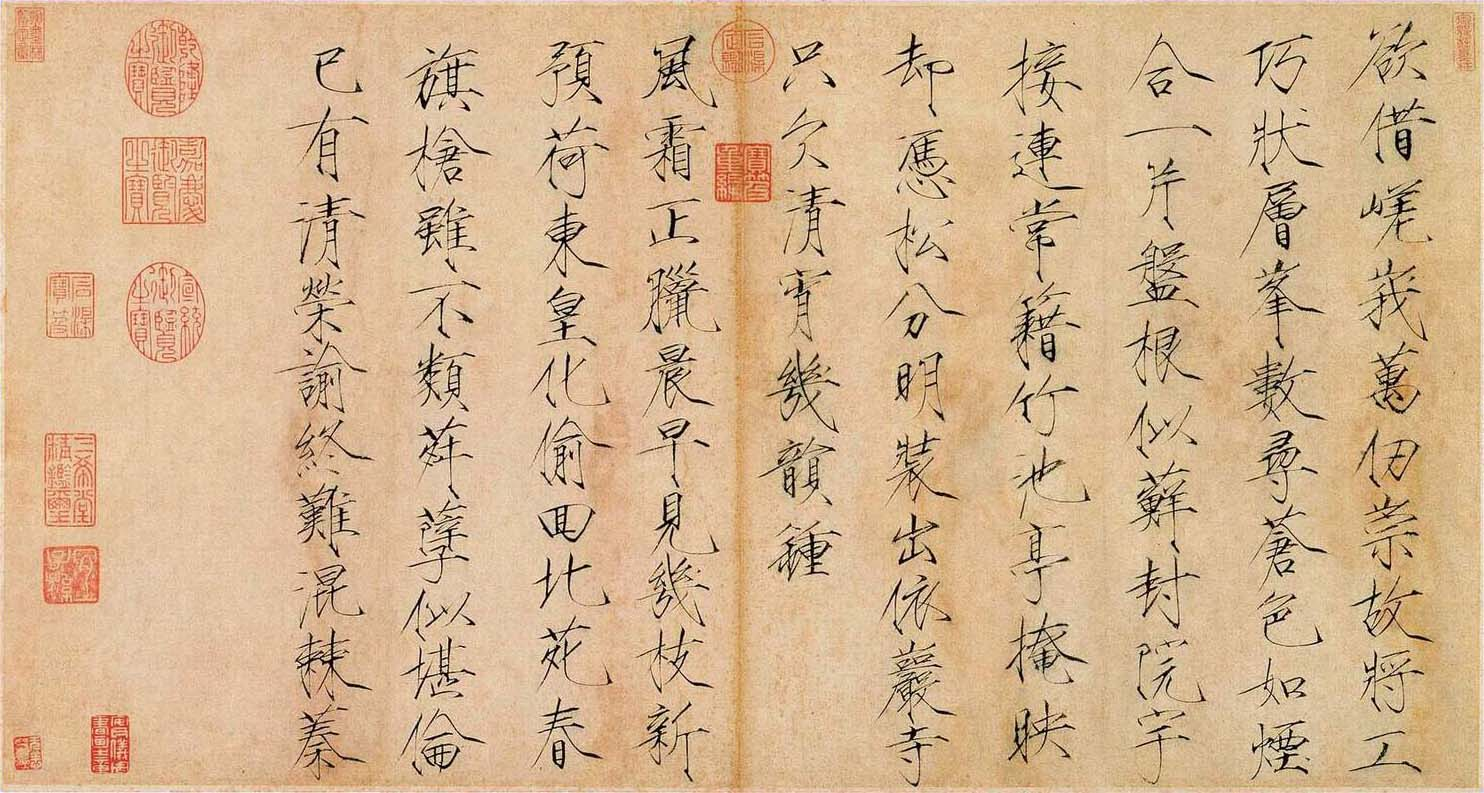
Huizong: Gedicht und Kalligrafie

Huizong übernahm hierfür die persönliche Verantwortung und trat 1126 zugunsten seines Sohnes Qinzong zurück. Er wurde jedoch samt seinem Nachfolger und fast dem gesamten Hof von den Jurchen Anfang des Jahres 1127 gefangen genommen und starb am 4. Juni 1135 nach Jahren erzwungener körperlicher Arbeit in der Mandschurei.
Erst 1142 setzte sein Sohn Gaozong (reg. 1127–1162 in Hangzhou) die Rückführung seines Leichnams nach China durch.